# Stefan Knapik
Stefan Knapik (ur. 18 sierpnia 1879 w Wyrach, zm. 4 lipca 1947 w Mikołowie) – powstaniec śląski, działacz robotniczy.

## Rys biograficzny[1]
Stefan Knapik urodził się 18 sierpnia 1879 roku w domu swoich rodziców Andrzeja Knapika, który był mistrzem kamieniarskim, oraz Marianny z domu Kopel. Po ukończeniu szkoły podstawowej w 1894 wyuczył się zawodu kowala i jako kowal pracował w „Königshütte”, czyli Królewskiej Hucie, po wojnie Huta „Kościuszko” w Chorzowie, oraz Laurahütte, Hucie „Laura” (po wojnie Huta „Jedność” w Siemianowicach Śląskich).
18 czerwca 1904 roku poślubił Józefę Katarzynę Madeja. Ślub odbył się w Hohenlinde (Łagiewniki koło Bytomia). 20 czerwca odbył się ślub kościelny także w Łagiewnikach. W 1910 osiadł w Mikołowie. Tu prowadził początkowo skład węgla, a w latach dwudziestych otworzył restaurację „Casino Knapik”. W czasie okupacji Niemcy ją nazywali pogardliwie "wylęgarnią polactwa".

### Okres międzywojenny
Po wybuchu rewolucji listopadowej w Niemczech został członkiem Rady Robotniczej i Żołnierskiej w Mikołowie, oraz Centralnej Rady Robotniczej i Żołnierskiej w Katowicach. Na Zjeździe Rad Robotniczych i Żołnierskich we Wrocławiu w styczniu 1919 w swoim wystąpieniu protestował przeciwko uchwale domagającej się pozostawienia Śląska w granicach Niemiec. Wywołało to ostrą reakcję delegatów niemieckich domagających się wręcz aresztowania Stefana Knapika. Tego chronił jednak immunitet delegata.
W kwietniu 1919 wstąpił do POW (Polskiej Organizacji Wojskowej Górnego Śląska). Jesienią 1919 w wyborach komunalnych został wybrany z polskiej listy do Rady Miejskiej w Mikołowie.
Brał udział we wszystkich trzech powstaniach śląskich. W czasie III powstania organizował aprowizację dla ludności powiatu pszczyńskiego.
Po upadku III powstania śląskiego pełnił funkcję zastępcy burmistrza miasta Mikołowa, jednocześnie będąc członkiem Rady Ludowej Górnego Śląska – miejskiej w Mikołowie oraz powiatowej w Pszczynie. W Radzie Miasta Mikołowa zasiadał aż do 1927. W tym roku wycofał się z życia publicznego, nie akceptując polityki sanacyjnej.
W okresie międzywojennym był aktywnym działaczem rozmaitych organizacji o charakterze narodowym i społecznym: Związku Powstańców Śląskich, Związku Obrony Kresów Zachodnich (późniejszy Polski Związek Zachodni), Związku Inwalidów Wojennych Rzeczypospolitej Polskiej, Towarzystwa „Sokół”, Kurkowego Bractwa Strzeleckiego, Związku Peowiaków oraz Związku Restauratorów.

### II wojna światowa
Po wybuchu II wojny światowej wraz z synami Arturem i Stefanem oraz córką Eriką schronił się u swojego zięcia, męża Eriki, Marcina Szeligiewicza w Starym Sączu. Tam ukrywał się pod pseudonimem Stanisław Dobrzański. W Starym Sączu brał udział w kolportażu prasy podziemnej oraz pomagał miejscowej ludności w redagowaniu pism do urzędów niemieckich. Pisma redagowane w charakterystycznym stylu, poprawną niemiecczyzną zwróciły uwagę niemieckich służb bezpieczeństwa.
10 października 1942 został aresztowany w czasie kolportażu tajnej prasy i osadzony w więzieniu w Nowym Sączu, następnie Tarnowie i Krakowie. 23 stycznia 1943 transportem z Krakowa został przywieziony do obozu koncentracyjnego w Auschwitz i osadzony tam jako więzień polityczny, otrzymując znak P i numer więźnia 93190. Między 14 lutego a 13 czerwca 1943 został przeniesiony do obozu koncentracyjnego we Flossenbürgu.
19 kwietnia 1945 pod pretekstem wybuchu epidemii tyfusu rozpoczęto ewakuację KL Flossenbürg do odległego o ok. 300 km Dachau. Marsz śmierci trwał 3 dni i noce. Wielu więźniów padło w drodze z wycieńczenia. Czwartej nocy około godziny 5 rano służby wartownicze uciekły pozostawiając więźniów. Wkrótce później pozostali przy życiu więźniowie zostali wyzwoleni przez amerykańskie oddziały pancerne.

### 1945–1947
Stefan Knapik powrócił po wojnie do Mikołowa. Do życia politycznego nie włączył się. Nie akceptował nowych komunistycznych rządów. Odrzucił propozycję wstąpienia do PPR (Polskiej Partii Robotniczej), czym naraził się ówczesnym władzom. Przed słynnym referendum ludowym „Trzy razy tak” 30 czerwca 1946 został prewencyjnie zatrzymywany i osadzany na 48 godzin w więzieniu w Pszczynie.
Za zasługi w okresie Powstań Śląskich i Plebiscytu został odznaczony Srebrnym Krzyżem Zasługi (1946) i Śląskim Krzyżem Powstańczym (1947).
Zmarł z powodu udaru mózgowego 4 lipca 1947 w Mikołowie i został pochowany na tamtejszym cmentarzu parafialnym Św. Wojciecha.